# Ciudadela de Turín
La ciudadela de Turín fue el baluarte símbolo de la resistencia del Ducado de Saboya en la Guerra de Sucesión Española, fue de hecho el centro del asedio de 1706 por parte del ejército franco-español de Luis XIV. La construcción de la fortaleza se debe al duque Manuel Filiberto de Saboya que intentaba dotar a la ciudad de unas modernas defensas urbanas después del traslado de la capital del ducado de Chambéry a Turín.

## Historia

### Construcción
La primera piedra se puso en 1564, pero los trabajos (llevados a cabo por casi 2.000 hombres bajo la dirección del general Nicolis di Robilant, experto en defensas subterráneas) no finalizaron hasta 1577. El proyecto fue obra del arquitecto Francesco Paciotto que se haría posteriormente célebre exportando (con el proyecto de la ciudadela de Amberes) al norte de Europa las técnicas de fortificación italianas (la famosa traza italiana), sistematizadas por arquitectos como Francesco di Giorgio y la familia de los Sangallo.
Situada al sudoeste de Turín en sustitución del bastión de San Pietro, construido por los ocupantes franceses en torno a 1536, la cittadella estaba estructurada con planta pentagonal con potentes bastiones en sus vértices.
Circundada por un amplio foso sin agua (debido a que el fuerte drenaje del terreno no permitía una iirigación), estaba dotada de una serie de obras defensivas capaces de impedir a un posible asalto la posibilidad de acercarse a los límites de la ciudad. En el centro estaba situada el Cisternone, un pozo de doble rampa elecoidal para permitir un suministro hídrico en caso de asedio.
Un denso laberinto de galerías subterráneas se extendía por los alrededores de la ciudadela que se comunicaban con el bastión de socorro. Comprendía las llamadas galerías capitali que se extendían radialmente hacia el exterior y que se diferenciaban entre las capitali alte y las capitali basse, sobrepuestas unas a las otras; una galería magistral unía las capitali alte en el exterior del foso.
Otra serie de cunicoli (estrechas galerías subterráneas) se desprendían de las precedentes cubriendo una vasta área. Finalmente, existían unos pequeños trazados de galerías de baja altura que se utilizaban para alcanzar los fornelli (o galerías de contraminas), preparados para la colocación de explosivos.

## Guerra de sucesión española: Campañas italianas
Existentes ya en origen, pero reforzados con los años, estos mecanismos defensivos resultarán particularmente eficaces durante el asedio de Turín de 1706, cuando los soldados minadores piamonteses se sirvieron de ellos de manera masiva. Patrullando por las galerías conseguían percibir el ruido producido por los enemigos que excavaban en la superficie y, aprovechando las galerías de contraminas, podían colocar grandes cantidades de explosivos para hacer saltar las posiciones enemigas.

## Guerra revolucionarias francesas y napoleónicas
Tras la derrota en 1796 del reino de Cerdeña, parte de la Primera Coalición, en la primera campaña italiana de Napoleón Bonaparte, Francia reformó su ejército de Italia que llegó a dirigir personalmente Bonaparte. Tras la victoria en el norte de Italia, las autoridades francesas reconocieron a la República hermana piamontesa en contraposición de las fuerzas restantes leales al trono de Cerdeña. Para proteger Turín, el veterano general francés Guillaume Brune, que había recibido el mando del ejército de Italia, destacará una guarnición francesa que apoyase a los piamonteses. El general Joubert la reforzaría emplazando artillería, pues sec onvirtió en un objetvo principal de los tumultos piamonteses. Cuando a inicios del siglo XIX Bonaparte ordenó la demolición de los muros de la ciudad, dejó la ciudadela reconociendo la calidad del proyecto de Paciotto.

## Revolución liberal piamontesa
El 12 de marzo de 1821 la fortaleza fue asediada por un grupo de oficiales de la Carbonería insurrectados para expulsar a los austríacos de Italia. Esa misma noche Víctor Manuel I abdicó en favor de su mermano Carlos Félix que, ayudado por las tropas austríacas, dispersó a los revoltosos.

## Obsolescencia
La evolución de las técnicas de asedio durante el siglo XIX llevó a la obsolescencia a la ciudadela, degradada a simple cuartel. Finalizada su función defensiva, en 1856 se decidió la completa demolición de la fortaleza. Tan solo se conservó el Mastio, todavía hoy presente y que actualmente alberga el Museo Histórico Nacional de Artillería; también han permanecido casi intactas las galerías aún visibles y que forman parte del Museo Pietro Micca y del Asedio de Turín de 1706.

## sigloXXy actualidad
Hacia mediados de siglo, en 1961, se expuso en la puerta de la ciudadela hacia la calle Corso Galileo Ferraris un cañón de bronce del siglo XV apodado Bocca da fuoco turca. Este cañón sería retirado de la puerta de la ciudadela en 2008 para exponerlo dentro del Museo nacional de artillería.
Durante las obras para la construcción del metro en 2001, las galerías fueron rellenas con sacos de arena con el fin de protegerlas de las vibraciones, que posteriormente fueron retirados.